# Lilian Greuze
Pour les articles homonymes, voir Greuze.
Lilian Greuze, née Jeanne Delagereuil, légitimée sous le nom de Jeanne Barroil et dite Jeanne Ziegler après son mariage, née le 23 janvier 1890 à Paris et morte le 23 juin 1983 dans la même ville, est une actrice française active au théâtre puis au cinéma, à l'époque du muet puis du parlant, des années 1900 aux années 1930.

## Biographie

### Jeunesse et vie privée
Jeanne Delagereuil naît de père et mère non dénommés en 1890 à Paris,. Elle vit avec sa mère.
Au début de sa carrière, elle devient la maîtresse de Jules Gervais, sénateur et président du conseil d'administration des fromageries Gervais fondées par son père Charles Gervais,. Leur relation, qui va durer longtemps, est connue et fait l'objet d'allusions plus ou moins explicites dans la presse.
En 1914, Jeanne Delagereuil reconnaît comme son enfant une fille, née sous les prénoms de Colette Renée en 1912,. En 1921, la fillette est reconnue à son tour par René Nagelmackers, fils de Georges Nagelmackers, le fondateur de la Compagnie des wagons-lits.
En 1925, Jeanne Delagereuil est légitimée par le mariage de ses parents, auxquels elle sert de témoin de mariage. Elle prend dès lors le patronyme de son père, Étienne Louis Henri Barroil, né à Marseille.
Au milieu des années 1920, Jeanne Barroil est établie 19 rue Clément-Marot avec sa fille Colette. En 1930, son  mariage avec Jules Gervais est annoncé dans la presse, puis rapidement démenti. Peu après, sa fille entre comme petit rat à l'Opéra de Paris sous le nom de Colette Sylva.
Jules Gervais meurt en 1933. Au milieu des années 1930, l'actrice réside à Neuilly-sur-Seine, au 5 rue Angélique-Vérien.
En 1952, elle est légèrement blessée dans un accident de voiture. Le véhicule est conduit par sa fille.
En 1954, elle se marie à Neuilly avec Paul Henri Ziegler, président de la Compagnie de construction mécanique procédés Sulzer, et le reste jusqu'à la mort de celui-ci, en 1968.

### Carrière

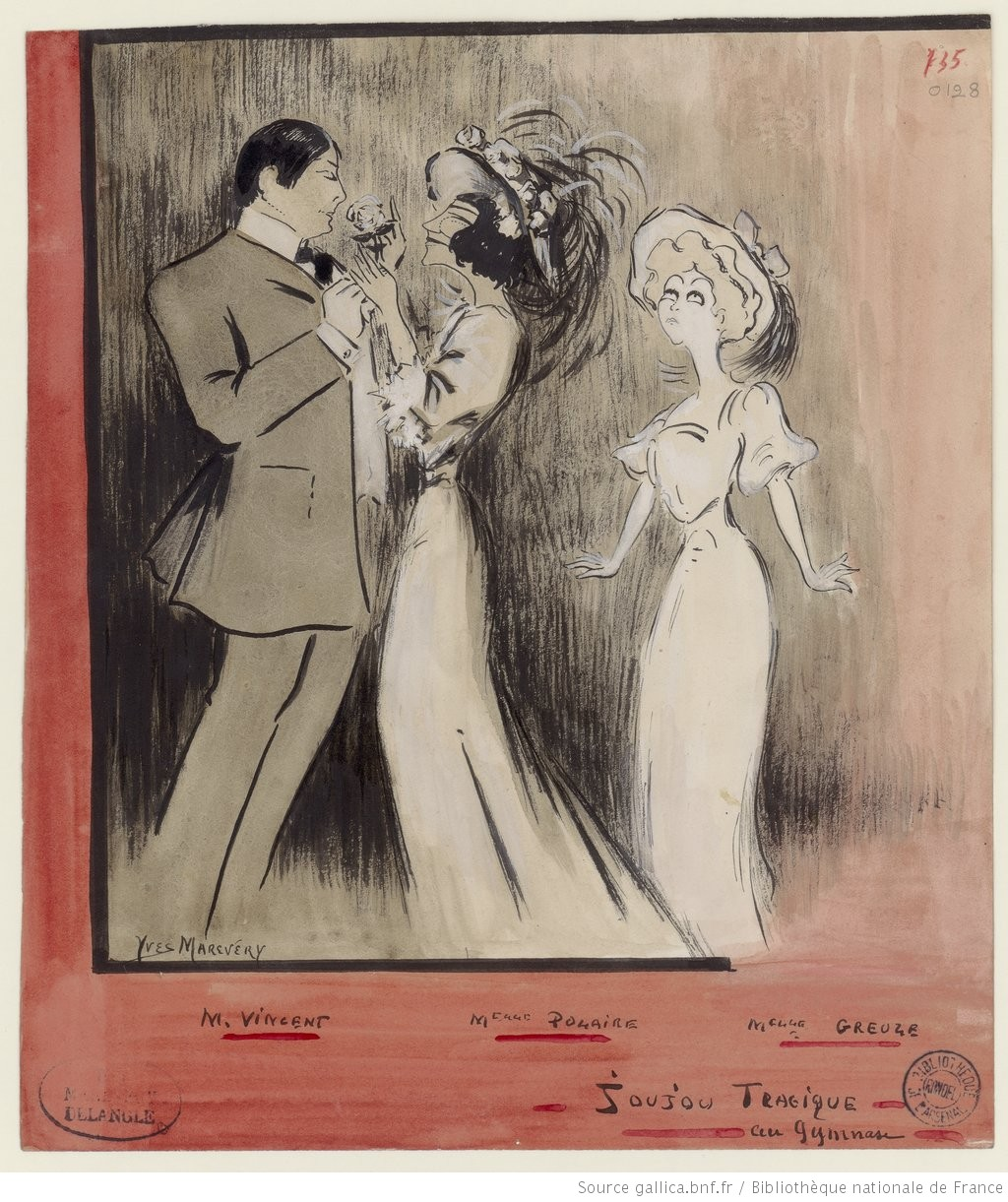
Caricature d'Yves Marevéry sur les trois acteurs jouant dans la pièce de Jehanne d'Orliac, Joujou tragique, au théâtre du Gymnase, en 1907.

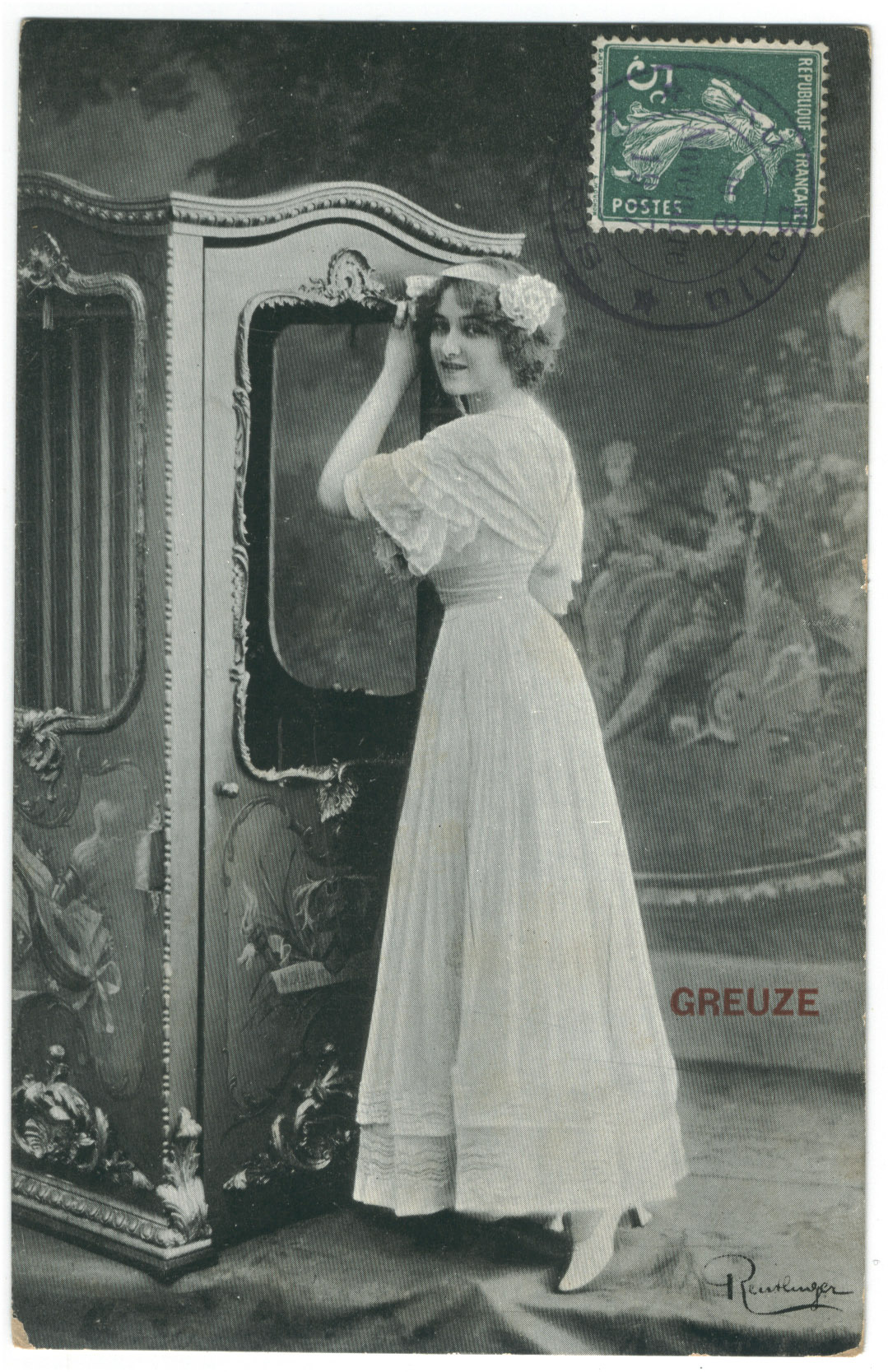
Lilian Greuze par Léopold-Émile Reutlinger.

Le journaliste et peintre Michel Georges-Michel affirme avoir rencontré la jeune fille à l'âge de 15 ans, alors qu’elle déclamait, sous le nom de Greuze, de la poésie devant la Comédie-Française,. Après lui avoir choisi le prénom Lilian, il la recommande au critique Catulle Mendès, qui la recommande lui-même à Sarah Bernhardt.
Plus tard, elle racontera être apparentée au peintre Jean-Baptiste Greuze (1725-1805) et avoir pris ce nom de scène sur les conseils de Sarah Bernhardt, une amie de sa famille.
Lilian Greuze débute en 1906 comme jeune ingénue au théâtre. L'année suivante, elle joue dans la pièce de Jehanne d'Orliac, Joujou tragique, au côté de Roger Vincent et de la comédienne Polaire, au théâtre du Gymnase.
Lilian Greuze pose également comme mannequin pour plusieurs maisons de couture, et comme modèle, notamment pour divers studios photographiques pour la création de cartes postales ou d'affiches de cinéma et de théâtre. Parmi ces photographes figure le célèbre Léopold-Émile Reutlinger, qui la photographie dans son studio sur les thèmes de La Cruche cassée et de La Laitière, d'après les peintures de Jean-Baptiste Greuze, comme un clin d'œil avec celui dont elle a pris le nom.
En 1915, elle joue le rôle de Josette dans la pièce Mademoiselle Josette, ma femme avec Paul Gavault d'après l'œuvre coécrite par Paul Gavault et Robert Charvay.
Entre-temps, elle se porte volontaire comme infirmière auprès des blessés de la Première Guerre mondiale dans les services de la Croix-rouge française, sur le front et à l'arrière dans l'hôpital américain de Neuilly sous l'hospice d'Henriette de Belgique.
En 1917, elle embarque pour les États-Unis, où elle retrouve Sarah Bernhardt au French Theatre de New York. Elle tourne dans le film muet The Recoil (en) de George Fitzmaurice.
En 1918, revenue en France, elle joue dans le film Hier et aujourd'hui de Dominique Bernard-Deschamps et dans le film Simone de Camille de Morlhon.
En 1919, elle tourne en Italie dans Tragedia senza lagrime de Mario Caserini.
Sa carrière artistique prend fin en mars 1935 après un dernier rôle au théâtre dans Alyette, une pièce de Frédéric Boutet et Jean Aragny, et au cinéma dans Le Clown Bux un film de Jacques Natanson sorti sur les écrans à la même date. Après cette date, le nom de Lilian Greuze n'apparaît plus qu'épisodiquement dans la presse, à la rubrique mondaine, jusqu'au début des années 1950.
Elle meurt en 1983 à Paris.

## Carrière au théâtre
- 1906 : L'Hydre, drame antique en 5 actes de Charles Méré, au Théâtre antique de la Nature à Champigny-sur-Marne (14 juillet)[19]
- 1907 : Les Bouffons, pièce en 4 actes en vers de Miguel Zamacoïs, au théâtre Sarah Bernhardt (25 janvier) : Solange de Maupré[20]
- 1907 : Joujou tragique, pièce en 4 actes de Jehanne d'Orliac, au théâtre du Gymnase (24 septembre) : Marguerite Berly[21]
- 1908 : Le Bonheur de Jacqueline, comédie en 4 actes de Paul Gavault, au théâtre du Gymnase (29 janvier) : Mlle Titi
- 1908 : La Conquête des fleurs, comédie fantaisiste en 3 actes de Gustave Grillet, au théâtre de l'Athénée (10 mai) : Clématys
- 1909 : Le Danseur inconnu, comédie en 3 actes de Tristan Bernard, mise en scène d'Abel Deval, au théâtre de l'Athénée (29 décembre) : Jeanne[22]
- 1911 : Le Vrai chemin, pièce en 1 acte en vers d'Alfred Gragnon, à la Comédie-Royale (20 janvier) : la blanchisseuse
- 1911 : Midi bouge, revue en 2 actes de Michel Carré et André Barde, au théâtre des Capucines (6 avril)[23]
- 1911 : Coup d'essai, comédie en 1 acte de Fernand Guizet, au théâtre des Capucines (6 avril) : Nichotte[24]
- 1911 : Le Feu de la Saint-Jean, comédie en 3 actes de Frantz Fonson et Fernand Wicheler, au théâtre royal des Galeries à Bruxelles (3 décembre) : Germaine de Luxeuil[25]
- 1913 : L'Insaisissable Stanley Collins, pièce à grand spectacle en 5 actes et 20 tableaux de Maurice de Marsan et Gabriel Timmory, mise en scène d'Henri Prévost, au théâtre du Châtelet (7 novembre)
- 1914 : Le Talion, comédie en 3 actes d'Henri de Rothschild, au théâtre Marigny (21 avril) : Scott[26]
- 1914 : La Revue Cordiale, revue en 2 actes et 6 tableaux de Jacques Battaille-Henri, Jean Bastia et Jean Deyrmon, au théâtre des Champs-Élysées (6 mai) : la Cruche cassée / Totote[27]
- 1919 : Les Demi-vierges, comédie en 3 actes de Marcel Prévost, au théâtre de la Porte-Saint-Martin (26 mai) : Jacqueline de Vouvre
- 1919 : Le Vieux marcheur, comédie en 5 actes d'Henri Lavedan, au théâtre de l'Ambigu (23 septembre) : Marie Avoine[28]
- 1919 : Malices-Coco, revue en 2 actes de Jean Bastia et Charles-Alexis Carpentier, musique de Maurice Frankel, au théâtre du Perchoir (25 décembre) : une gigolette
- 1920 : Une faible femme, comédie en 3 actes de Jacques Deval, au théâtre Fémina (12 mai) : Jacqueline Sézères[29]
- 1921 : Bethsabée, comédie en 3 actes de Fernand Nozière, au théâtre de verdure du Pré-Catelan (15 mai)[30] : Bethsabée
- 1922 : Le Sceptre et le volant, comédie en 3 actes de Fernand Nozière, au théâtre de Robert de Clermont-Tonnerre à Maisons-Laffitte (juin)
- 1922 : Ma tante d'Honfleur, comédie-bouffe en 3 actes de Paul Gavault et Georges Berr, au théâtre des Variétés (juin)[31]
- 1922 : L'Autoritaire, pièce en 3 actes d'Henri Clerc, au théâtre de l'Odéon (26 novembre)[32]
- 1924 : La Flambée, pièce en 3 actes d'Henry Kistemaeckers fils, au théâtre de Paris (janvier) : Thérèse Deniau
- 1924 : L'Homme nu, comédie en 3 actes de Marie Valsamaki, mise en scène d'Henri Beaulieu, au théâtre de la Potinière (15 mai) : Yvonne Legrand
- 1926 : Au premier de ces messieurs, pièce en 3 actes d'Yves Mirande et André Mouëzy-Éon, au théâtre du Palais-Royal (14 mai)
- 1926 : Petite peste, pièce en 3 actes de Romain Coolus, au théâtre de l'Ambigu (3 juin)
- 1928 : Le Chauffeur des Feldstern, pièce de Paul Vialar, au théâtre Michel (mars)
- 1928 : La Conquête des fleurs, comédie fantaisiste en 3 actes de Gustave Grillet, au théâtre de l'Athénée (10 mai) : Clématys
- 1929 : Fragile, comédie en 3 actes et 9 tableaux d'André Lang, au théâtre Fémina (17 janvier) : Élisabeth Véri[33]
- 1930 : Cœur de moineau, comédie en 4 actes de Louis Artus, au casino de Cannes (27 janvier) et au théâtre royal des Galeries à Bruxelles (6 octobre)
- 1931 : Raffles, pièce policière en 4 actes d'Ernest William Hornung et Eugene Presbey, adaptation française de Dario Niccodemi, au théâtre de l'Ambigu (8 janvier) : Miss Gwendoline Couron
- 1931 : Ces messieurs de la Santé, comédie en 3 actes et 6 tableaux de Paul Armont et Léopold Marchand, au théâtre de Paris (avril) : Claire
- 1932 : L'Inspecteur Grey, pièce policière en 3 actes d'Alfred Gragnon, au Plaza-Théâtre (10 février)
- 1935 : Alyette, pièce en 3 actes et 6 tableaux de Frédéric Boutet et Jean Aragny, au théâtre de Paris (29 mars)

## Carrière au cinéma
- 1910 : Au temps des premiers chrétiens d'André Calmettes
- 1914 : Cuisinier par amour de Max Linder : Lili
- 1917 : The Recoil (en) de George Fitzmaurice : Marian Somerset
- 1917 : Max médecin malgré lui de Max Linder
- 1918 : Hier et aujourd'hui, drame en 4 parties de Dominique Bernard-Deschamps : Blanche de Guy-Châtel
- 1918 : Simone de Camille de Morlhon : Simone
- 1918 : L'Âme du bronze, d'Henry Roussel et Georges Le Faure
- 1919 : Tragedia senza lagrime de Mario Caserini
- 1934 : Fanatisme de Gaston Ravel et Tony Lekain : la comtesse Walewska[34]
- 1934 : Maître Bolbec et son mari de Jacques Natanson : le Dr Magda Kramsen[35]
- 1935 : Le Clown Bux de Jacques Natanson : Monique Daumier[36]